# عباس ابوسعیدی منوچهری
عباس ابوسعیدی منوچهری (۲۸ اسفند ۱۳۲۲ خورشیدی - ۲۶ مرداد ۱۳۹۴ خورشیدی) نماینده‌ی جیرفت در دوره‌ی اوّل مجلس شورای اسلامی بود.
منوچهری دارای لیسانس فلسفه و حکمت از دانشکده‌ی الهیات دانشگاه تهران بود و مدتی ریاست اداره‌ی فرهنگ جیرفت را بر عهده داشت. او از اعضای دراویش محسوب می‌شد.

## زندگی
عباس ابوسعیدی منوچهری فرزند نورعلی در ۲۸ اسفند ۱۳۲۲ خورشیدی در شهرستان جیرفت متولد شد. خانواده‌اش از بزرگان منطقه‌ی اسفندقه بودند. ابوسعیدی لیسانس خود را در رشته‌ی فلسفه و حکمت از دانشکده‌ی الهیات دانشگاه تهران اخذ نمود. 
وی در دوران دانشجویی از شاگردان مرتضی مطهری بود؛ در یکی از گزارش‌های ساواک در سال ۱۳۵۱ خورشیدی به حضور ابوسعیدی در یکی از جلسات مرتضی مطهری اشاره و نوشته شده است: «در تاریخ ۲۶ آذر ۱۳۵۱ در دانشکده‌ی الهیات و معارف اسلامی جلسه‌ای به منظور بزرگداشت میلاد حضرت رضا (ع) برپا بود؛ ابتدا آقای طبسی دانشجو که دارای لباس روحانی است چند آیه از قرآن مجید تلاوت و ترجمه نمود و سپس ابوسعیدی دانشجوی دانشکده‌ی الهیات که صوفی‌مسلک می‌باشد قطعه‌شعری در مدح حضرت رضا علیه‌السلام قرائت [کرد] که شعر وی خیلی عامیانه بود؛ در ساعت ۱۵:۱۸ دکتر مرتضی مطهری شروع به صحبت [کرد] و موضوع سخنرانی وی فلسفه‌ی تاریخ از نظر اسلام یا قوه‌ی محرکه‌ی تاریخ بود.» 

## نمایندگی مجلس
ابوسعیدی با کسب ۱۸٫۰۴۹ رای (۵۹ درصد آرای ماخوذه) به دوره‌ی اول مجلس راه یافت.
وی در این دوره عضو شعبه‌ی پنجم مجلس شورای اسلامی بود.